# إيفو بينتو
إيفو بينتو (بالبرتغالية: Ivo Daniel Ferreira Mendonça Pinto‏) (7 يناير 1990 لوروسا البرتغال - ) هو لاعب كرة قدم برتغالي، يلعب كمدافع.

## روابط خارجية
- إيفو بينتو على موقع الاتحاد الأوربي (الإنجليزية)
- إيفو بينتو على موقع قاعدة بيانات كرة القدم.إي يو (الإنجليزية)
- إيفو بينتو على موقع Soccerbase.com (لاعب) (الإنجليزية)
- إيفو بينتو على موقع Soccerway.com (الإنجليزية)
- إيفو بينتو على موقع عالم كرة القدم.نت (الإنجليزية)